# Левенгук (лунный кратер)
Кратер Левенгук (лат. Leeuwenhoek) — большой древний ударный кратер в южном полушарии обратной стороны Луны. Название присвоено в честь нидерландского натуралиста, конструктора микроскопов Антони ван Левенгука (1632—1723) и утверждено Международным астрономическим союзом в 1970 г.  Образование кратера относится к нектарскому периоду.

## Описание кратера
Ближайшими соседями кратера являются кратер Биркеланд на западе; кратер Ван де Грааф на западе-северо-западе; кратер Нассау на северо-западе; кратер Орлов на северо-востоке; кратер Румфорд на востоке; кратер Оппенгеймер на востоке-юго-востоке; кратер Дэвиссон на юге-юго-востоке и кратер Лейбниц на юге. На западе-юго-западе от кратера находится Море Мечты. Селенографические координаты центра кратера 29°17′ ю. ш. 178°52′ з. д. / 29,28° ю. ш. 178,87° з. д., диаметр 125 км, глубина 2,9 км.
Кратер Левенгук имеет близкую к циркулярной форму и значительно разрушен, северо-восточная часть кратера частично перекрывает сателлитный кратер Левенгук E (см. ниже). Вал значительно сглажен, перекрыт множеством небольших кратеров и разрезан широкими расщелинами. Внутренний склон вала значительно шире в западной и южной части по сравнению с остальным периметром. Высота вала над окружающей местностью достигает 1620 м, объем кратера составляет приблизительно 16600 км³. Дно чаши пересеченное, в северо-восточной части затоплено темной базальтовой лавой. В центре чаши расположен массивный пик, севернее него находится приметный маленький чашеобразный кратер.

## Сателлитные кратеры
| Левенгук | Координаты                                              | Диаметр, км |
| -------- | ------------------------------------------------------- | ----------- |
| E        | 28°31′ ю. ш. 176°16′ з. д. / 28,51° ю. ш. 176,27° з. д. | 102,1       |

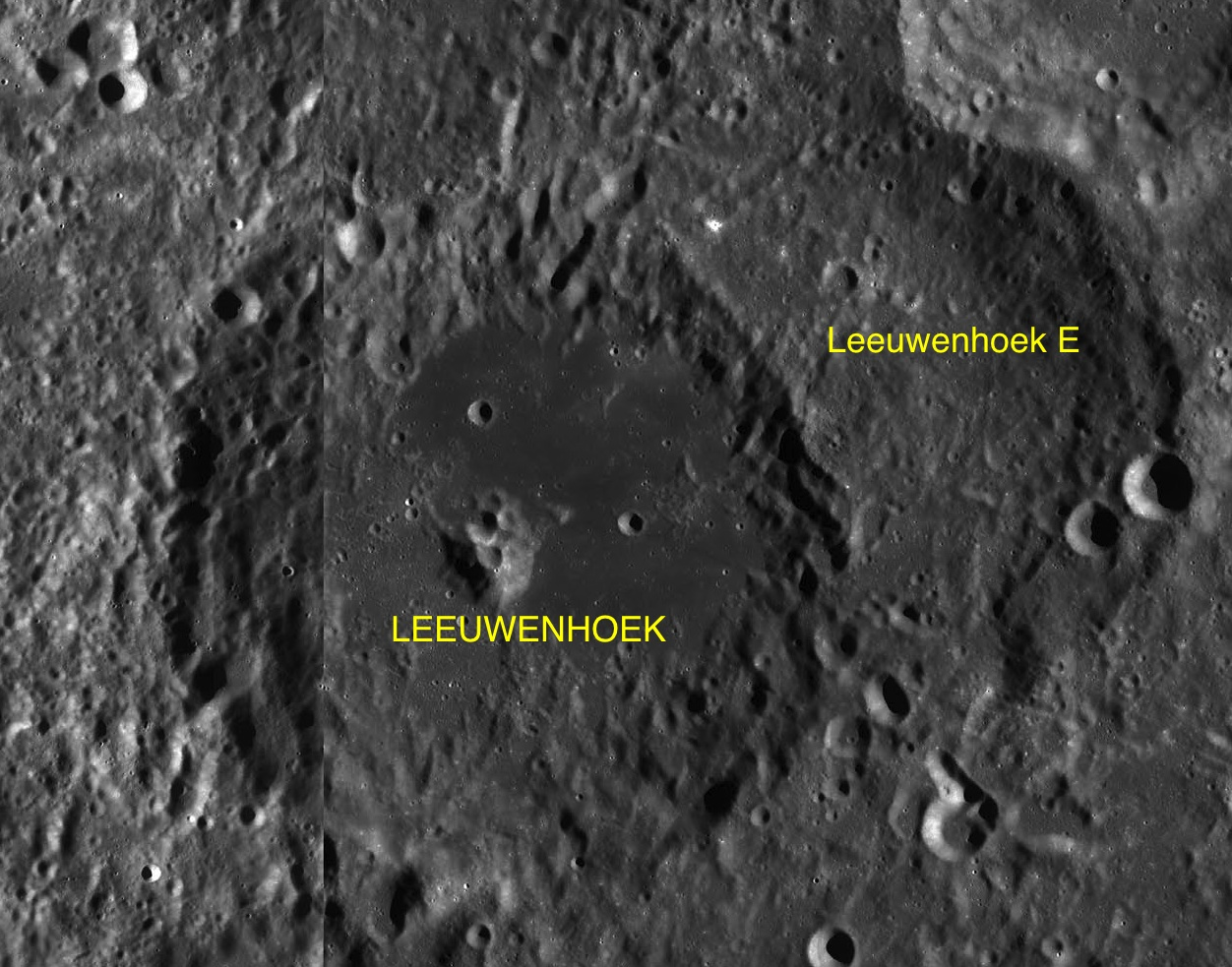
Фрагмент карты LAC-104.

- Образование сателлитного кратера Левенгук E относится к донектарскому периоду[1].

## См.также
- Список кратеров на Луне
- Лунный кратер
- Морфологический каталог кратеров Луны
- Планетная номенклатура
- Селенография
- Минералогия Луны
- Геология Луны
- Поздняя тяжёлая бомбардировка